# بي زد إتش 2000
بي زد إتش 2000 أو PzH 2000 هو الاسم المختصر للهاوتزر ذاتي الدفع بانزرهاوبيتزه 2000 (بالألمانية: Panzerhaubitze 2000) المسلح بمدفع رئيسي من عيار 155 ملم/ L52 والذي قامت بتطويره شركة راينميتال Rheinmetall . ويُعتبر من أنظمة المدفعية المتطورة والفعالة في أي مكان.
يتميز نظام بي زد إتش 2000 بدقة كبيرة وموثوقية عالية، ويحقق معدل عالي من النيران بسبب نظام التحميل التلقائي الخاص به.

## التطوير
في عام 1986، وافقت إيطاليا والمملكة المتحدة وألمانيا على إنهاء تطويرها للبرنامج القائم وقتها PzH 155-1 SP70 ، الذي واجه مشاكل في الموثوقية وعيوب في التصميم، وخاصةً مسألة التركيب على هيكل معدل لدبابة.

كانت مذكرة التفاهم الخاصة بالمقذوفات المشتركة (JBMOU) لصالح السبطانة عيار 52 (طبقاً لاقتراح المملكة المتحدة) لتحل محل العيار 39. وتم مطالبة الصناعة الألمانية بتقديم مقترحات لبناء تصميم جديد لمدفع يتوافق مع مذكرة التفاهم JBMOU. ومن ضمن التصاميم التي طرحها، تم اختيار التصميم وجمان Wegmann

قامت راينميتال Rheinmetal بتصميم مدفع عيار 155 ملم/52 متوافق مع JBMOU. يستخدم المدفع نظام شحن معياري جديد مع ست شحنات (خمسة متطابقة)، والتي يمكن تضامنها لتوفير شحنة إجمالية مثالية في نطاق الهدف، وذلك بالإضافة إلى أنظمة الشحن التقليدية. ويتم التحميل التمهيدي بشكل منفصل عن طريق الحزام الناقل، كما يتم شحن كامل الحمولة، وتفريغها بشكل تلقائي (أوتوماتيكي) تماماً.

أقصى مدى للسلاح هو 30 كم بمقذوفات L15A2 القياسية (تصميم المملكة المتحدة للمدفع FH-70 ومخزنة من ألمانيا لمدفعي M109G و FH70).د
ويصل المدى إلى 35 كم تقريبًا باسخدام مقذوفات Base bleed، وإلى 40 كم على الأقل مع مقذوفات مساعدة Assisted projectiles.
في أبريل 2006، أطلقت هاوتزرات بي زد إتش 2000 قذائف مساعدة (Denel V-Lap) إلى مسافة 56 كم، وبنطاق أقصى محتمل يزيد عن 60 كم. ويمكن للهاوتزر بي زد إتش 2000 أيضاً، إطلاق قذائف SMArt 155 والتي تستخدمها كل من ألمانيا واليونان.
وفي عام 1996 تم اختيار تصميم Wegmann (والتي دم دمجها فيما بعد مع Krauss-Maffei في عام 1998 وشكلا معاً مؤسسة باسم KMW) للشاسيه والبرج، في حين صممت راينميتال Rheinmetall المدفع المتوافق مع معيار JBMOU من عيار 155 ملم/52.

وبعد إجراء التجارب والاختبارات في أواخر التسعينات، تم طلب PzH 185 هاوتز بي زد إتش 2000 لقوة الرد السريع الألمانية و 410 آخرين للجيش الألماني، ولكن تم تخفيض الطلب فيما بعد. وقد تم تقديمه للخدمة في عام 2000، ومن هنا اكتسب تسميته.

في تقييم للبحرية الألمانية لنظام بي زد إتش 2000 معدل يعرف باسم MONARC بغرض تركيب البرج Turret على متن فرقاطتين من فئة زاكسن، كان أداء المنظومة جيداً، بينما كانت هناك صعوبات في حماية المكونات من الصدأ.

و في ديسمبر 2013، ابتكرت شركة رايثيون بالتعاون مع الجيش الألماني قذيفة M982 Excalibur بمدى أكبر وتم إطلاق 10 قذائف على أهداف تقع على مسافات تصل إلى 48 كم بنجاح.

## الطاقم

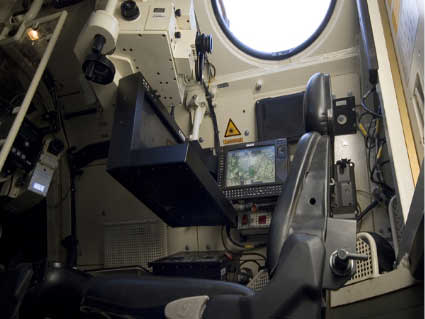
مقعد المدفعي

يتكون طاقم هاوتزر بي زد إتش 2000 من خمسة جنود، لكن يمكن لثلاثة جنود فقط إدارة الهاوتزر بعمليات قتالية. أما الطاقم بكامل هيئته (5 أفراد) يجب أن يتوافر فقط في حالة فشل أو تعطيل الأنظمة الأوتوماتيكية.

والدور المنوط بقائد المركبة Commander هو الإشراف على الاتصالات وأنشطة المدفعية وإطلاق النيران، ومكانه في الجهة اليمنى من البرج.

يشرف المدفعي (وهو نائب القائد) على نظام الأسلحة في التشغيل العادي ويمكنه -إذا لزم الأمر ولا سيما في حالات الدفاع عن النفس- أن يتحكم بنظام الأسلحة يدوياً ويكون مسؤولاً مع (المعمر 2) عن التحميل وذخير المدفع بالمقذوفات.

مهام المعمر 1 هي مراقبة النظام الهوائي Pneumatic System والتحكم فيه، وكذلك المدفع المضاد للطائرات (مضاد جوي).
أما فرد التعمير الثاني (معمر 2) فهو مسؤول عن إدارة ومراقبة التعمير الآلي، ويتولى تلك المهام بنفسه حال فشل التلقائية (الاتوماتيكية).
يقود السائق المركبة ويراقب المحرك. وتشمل مهامه بعض أعمال الصيانة الميدانية.
يمكن للطاقم أن يدخل المركبة ويغادرها عن طريق فتحة من قطعتين في المؤخرة، أما السائق فلديه فتحة دخول ومغادرة خاصة به.

## السجل القتالي

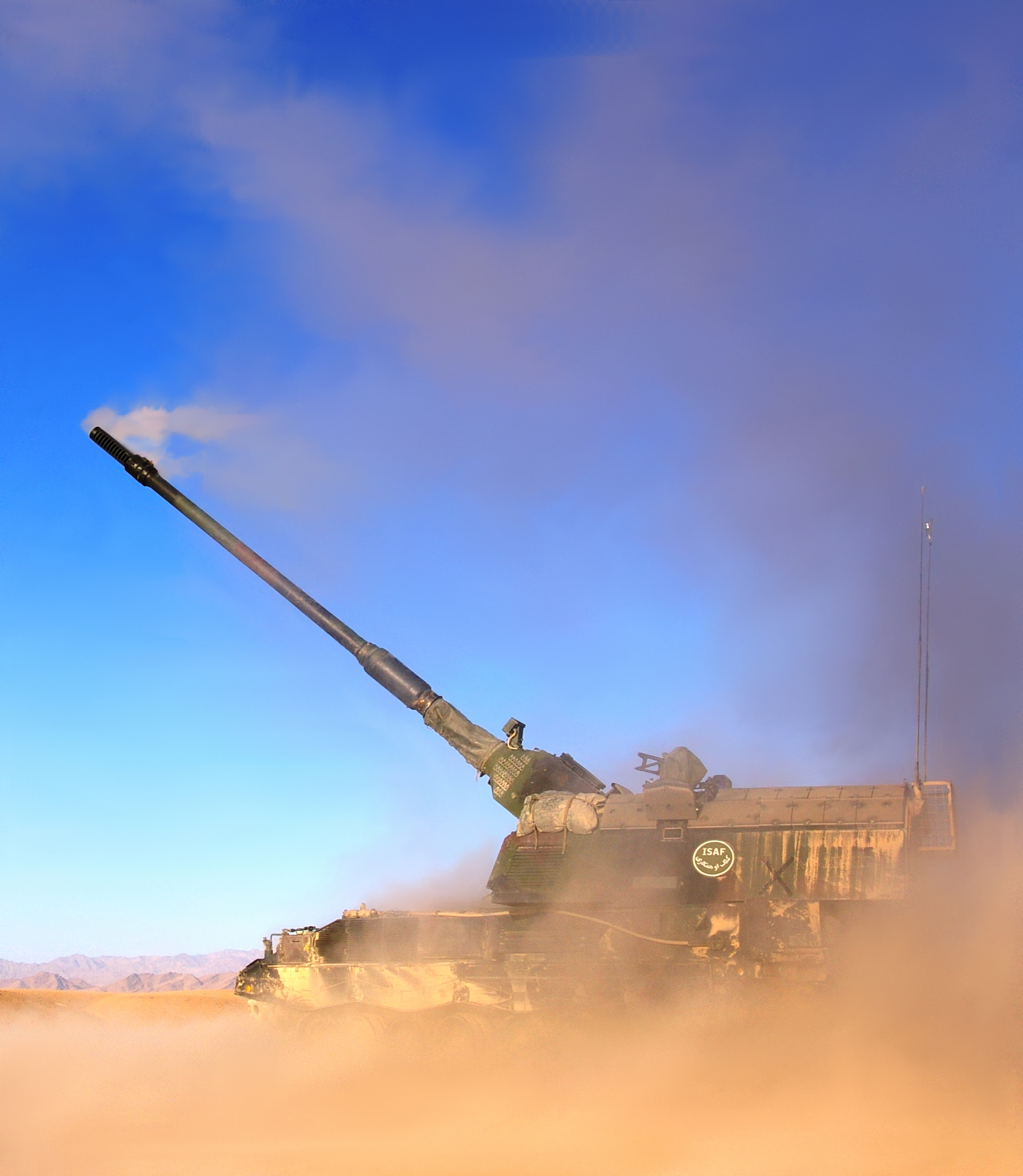
هاوتزر بي زد إتش 2000 في إطلاق ناري ضد طالبان في تشورا 16 يونيو 2007

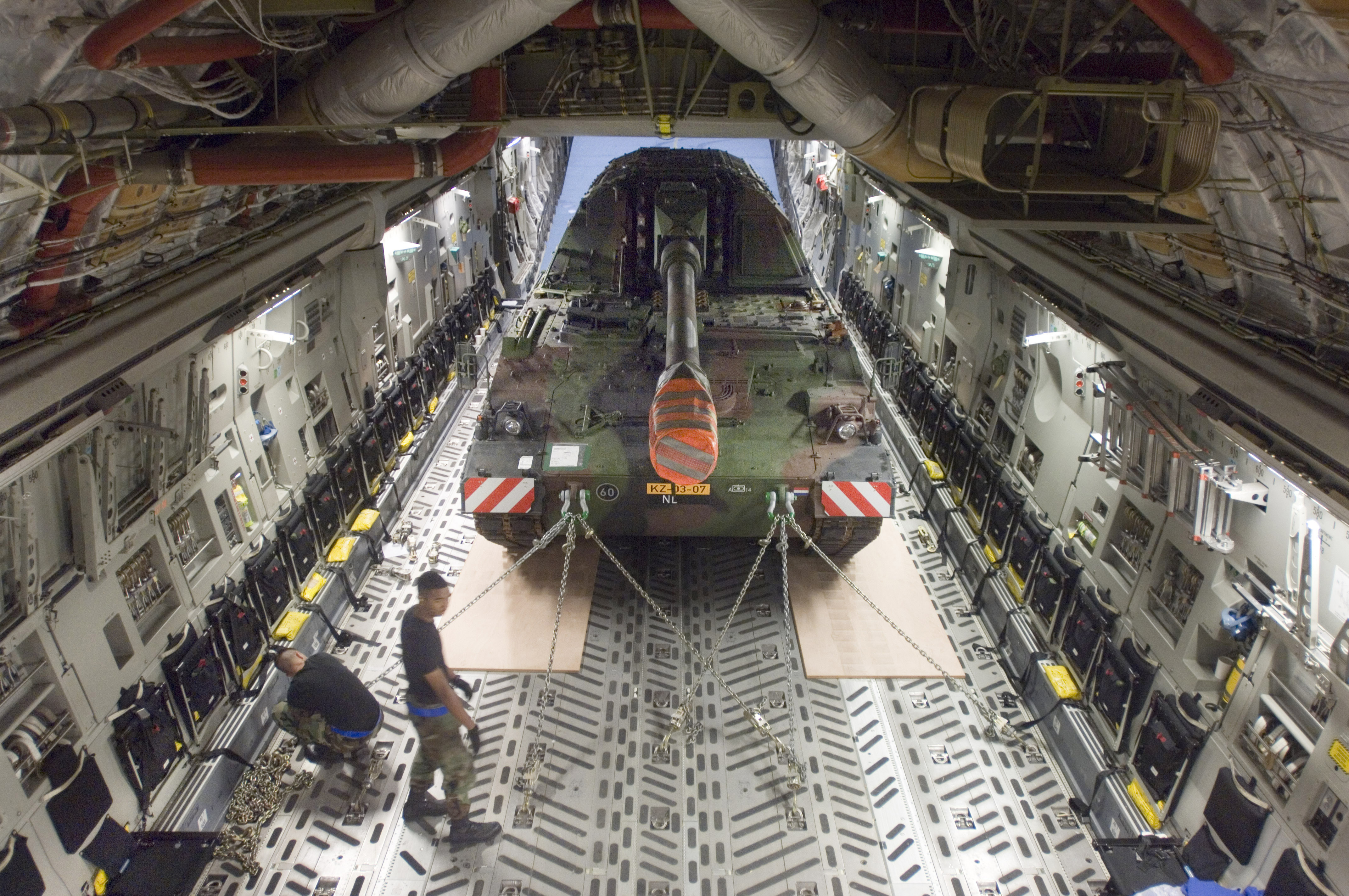
هاوتزر بي زد إتش 2000 هولندي في طريقه لأفغانستان

كانت المهمة القتالية الأولى للهاوتزر بي زد إتش 2000 في أفغانستان خلال عملية ميدوسا (2006) ومعركة تشورا (2007) في إقليم قندهار بجنوب أفغانستان، حيث دعمت ثلاث مدافع هاوتزر هولندية قوات التحالف. خلال عملية ميدوسا، وتم إطلاق أكثر من أربعة آلاف قذيفة. خلال معركة تشورا. وقد تم الكشف عن أن الدعم النيراني المقدم من تلك الهاوتزرات كان -ومع الدعم الجوي القريب- فعالًا للغاية. وأنه يمكن محاربة الأهداف بفعالية تصل إلى 42 كم.

ردا على هجمات طالبان ضد الجيش الألماني في 2 أبريل 2010 -والتي سقط فيها ثلاثة جنود- طالب وزير الدفاع آنذاك كارل تيودور زو جوتنبرج «بالأسلحة الثقيلة لأفغانستان». 

وفي مايو 2010، نُقلت ثلاث مدافع هاوتزر بي زد إتش 2000 إلى أفغانستان، والتي لم تستكمل جاهزيتها التشغيلية إلا بنهاية شهر يونيو من نفس العام. وكجزء من ممارسة الرماية لتحديد درجات إطلاق النار بدقة، وكذلك لغراض «إظهار القوة»، تم أطلاق ما مجموعه 20 قذيفة من القذائف الخفيفة والدخانية.

في 10 يوليو 2010، تم استخدام مدافع الهاوتزر بي زد إتش 2000 من قبل فوج المدفعية 345 -لأول مرة- للسماح باسترداد سيارة تضررت في هجوم بالعبوة الناسفة. ومن وقتها، يوجد لدى قوات إيساف ISAF الألمانية في كوندوز ثلاثة هاوتزرات بي زد إتش 2000 تحت تصرفهم.، وأطلقت خمسة قذائف حية، وكانت هذه هي المرة الأولى في تاريخها التي استخدم فيها الجيش الألماني المدفعية الثقيلة في القتال.

وهكذا لعبت هاوتزرات بي زد إتش 2000 دورا رئيسياً في عملية Halmazag في نوفمبر 2010، عندما استعادت قوات المظليين الألمان قريتي Isa Khel و Quatliam من طالبان. وتبع ذلك إرسال هاوتزرين آخرين في عام 2011

## التصدير
قام عدد من الجيوش باختبار نظام الهاوتزر بي زد إتش 2000، وكانت قدرته على توفير قوة نيرانية بتصويب دقيق على مسافة 40 كم نقطة بيع وتسويق رئيسية له.

كان بي زد إتش 2000 منافسًا بالمرحلة الأولى 1C من برنامج أستراليا لاستبدال 17 مدفعاً، وذلك قبل إلغاء هذه المرحلة من المشروع في مايو 2012.

قامت فنلندا باختبار هاوتزر بي زد إتش 2000 جنباً إلى جنب مع كل من 155mm SpGH ZUZANA و AS-90 "Braveheart" وانتهت الاختبارات في عام 1998، ويالأخذ بعين الاعتبار بمعيار الكفاءة/التكلفة، لم يتم اختيار أي نظام مدفع ذاتي الدفع، ولكن بدلاً عن ذلك تم شراء المزيد من المدافع الميدانية الأرخص من 155 K 98.
كما قامت السويد بتقييم نسخة معدلة بشكل طفيف من بي زد إتش 2000 ولكنها ذهبت بالأخير لنظام آرشر ARCHER بدلاً من ذلك.

## الحالة التشغيلية

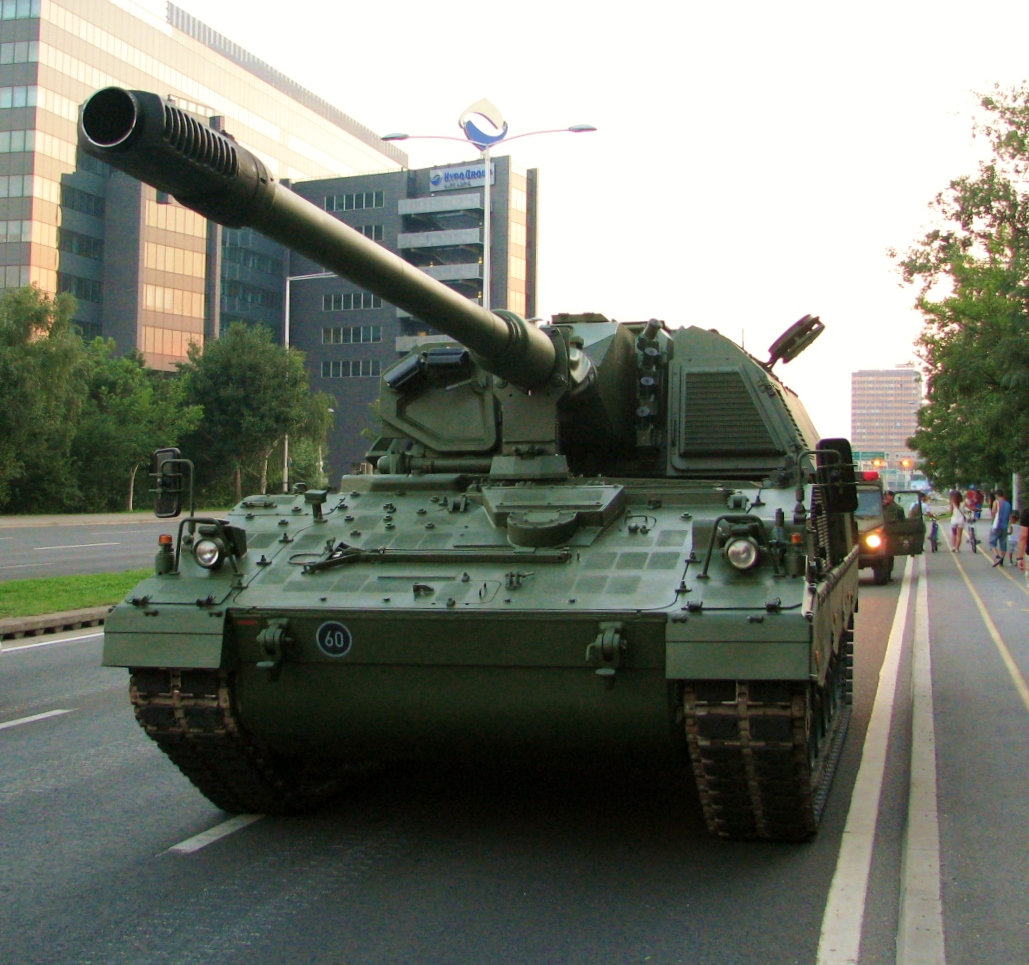
بانزرهاوبيتز كرواتي بعرض عسكري بزغرب 4-8-2015

في مارس 2010، أعلن مفتش الجيش وهو الجنرال هانز أوتو بوده، أن قوات المدفعية الألمانية -ولأسباب اقتصادية- ستخفض عدد أنظمة الهاوتزر بي زد إتش 2000 بواقع 12 هاوتزر أقل من العدد المستهدف سابقاً.
وبعد ذلك بعام، جاء إعادة توجيه الجيش الألماني في سياق مزيد من الانخفاض. وكان التوجيه أن يتقلص العدد الإجمالي لتلك الهاوتزرات من 148 إلى 81 فقط
ولكن مع بداية عام 2016، وبسبب الوضع الأمني المتغير في أوروبا، فقد تقرر تحديد زيادة عدد هاوتزرات بي زد إتش 2000 في الجيش الألماني إلى 101 هاوتزر.
وفي الوضع الحالي، فبالإضافة إلى الجيش الألماني الذي اشترى في الأصل 185 مدفع هاوتزر، فإن بي إتش زد دخلت الخدمة في خمس جيوش أوروبية أخرى.

من أصل 185 هاوتزر قام الجيش الألماني بشرائهم، تم بيع 15 هاوتزر منهم لكرواتيا، وكذلك 21 هاوتزر آخرين إلى ليتوانيا. وتم الاحتفاظ بعدد 149 هاوتزر بي زد إتش 2000 في حوزة الجيش الألماني، منهم 101 فقط في الخدمة الفعلية Active service

## المشغلين
ألمانيا: 149 هاوتزر (من أصل 185، حيث تم بيع 15 نظام منهم لكرواتيا، و 21 نظاماً إلى ليتوانيا)
 كرواتيا: كانت قد تقدمت بطلب 16 هاوتزر بي زد إتش 2000. تم تحديث اثني عشر منها بالكامل، وثلاث وحدات تستخدم لقطع الغيار، والهاوتزر المتبقي يستخدم لتدريب السائقين. تم تضمين التدريب والدعم في صفقة بقيمة إجمالية قدرها 55 مليون يورو. وتم تسليم أولها في 29 يوليو 2015.

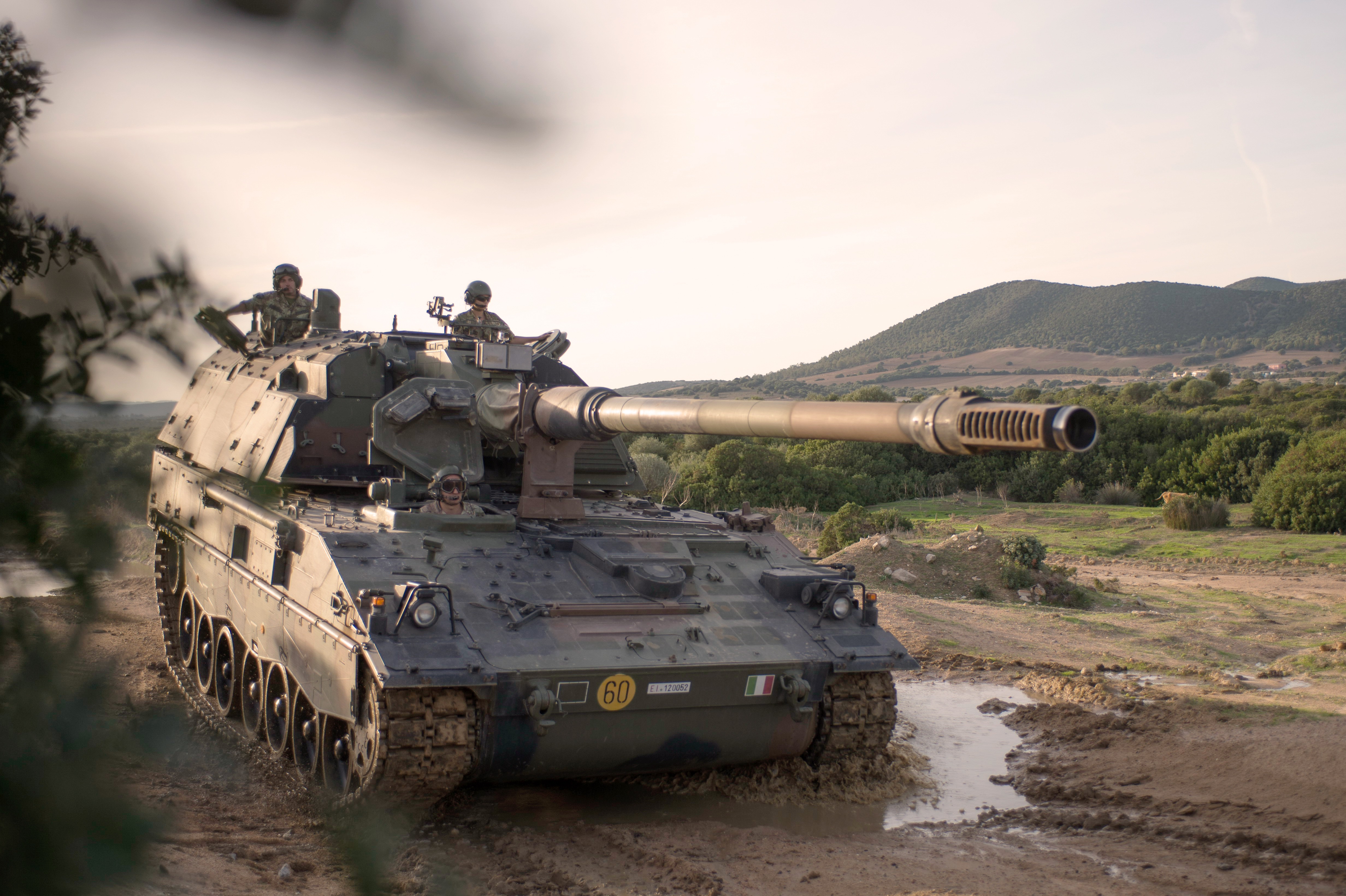
بانزرهاوبيتز بي زد إتش 2000 إيطالي

وتشير بيانات معهد ستوكهولم الدولي لأبحاث السلام Sipriإلى أن كرواتيا قد تسلمت 12 هاوتز فيما بين عامي 2015 و 2017
 اليونان: اختارت اليونان عام 2001 مدافع الهاوتزر بي زد إتش 2000. وتم تسليم ما مجموعه 24 وحدة PzH 2000HEL إلى الجيش اليوناني فيما بين عامي 2003 و 2004. وتمتاز النسخة PzH 2000HEL ببصريات رؤية ليلية إضافية للسائق ونظام راديو بيانات رقمي. وتفتقد هذه النسخة لمولد الطاقة Power Generator، ويتبع التمويه نمطًا مختلفًا عن البلدان الأخرى المستخدمة.ويجري النظر في شراء مركبات إضافية.
 إيطاليا: كانت إيطاليا أول زبون تصدير للهاوتزر بي زد إتش 2000 حيث تم شراء ما مجموعه 70 مدفع، وتم توريد أول مركبتين من قبل Krauss-Maffei-Wegmann ثم تم تصنيع الوحدات المتبقية بواسطة مجموعة الشركات Iveco و Fiat و Oto Melara
 ليتوانيا: في عام 2015، أعلنت ليتوانيا عن نيتها شراء بي زد إتش 2000 من ألمانيا في عام 2016. وفي أبريل 2015 أكدت الحكومة الفيدرالية أن 12 هاوتزر مستعمل سيتم تسليمها إلى ليتوانيا، وذلك من مخزون الجيش الألماني. ولكن في واقع الأمر ستحصل ليتوانيا على 21 هاوتزر، من بينهم 16 هاوتز مقدمين من كتيبة المدفعية General Romualdas Giedraitis، وذلك لتحل محل مدافع الهاوتزر M101 عيار 105 ملم التي قدمتها الدنمارك عام 2000.
 هولندا: في عام 2002 قررت هولندا شراء 57 مدفعاً. وتمكن الهاوتزر بي زد إتش 2000 من التغلب على ثلاثة منافسين وهم: AS90 البريطاني، اوالأمريكي بالادين M109A6 Paladin ، ودانيل جي 6 الجنوب إفريقي. وفي الأصل، كان من المقرر تسليم المركبات من عام 2004 إلى عام 2009. ومع ذلك، عندما خضعت القوات المسلحة الهولندية لعملية إعادة تنظيم كبيرة، انخفض الطلب إلى 39 فقط. ومن بين هؤلاء، لا يوجد سوى 24 هاوتزر في الخدمة الفعلية.
 قطر: في مايو 2009، وافق مجلس الأمن الاتحادي الألماني على تسليم 24 هاوتزر بي زد إتش 2000 من ألمانيا إلى قطر. وقد تم تسليم أول ثلاثة مدافع هاوتزر في خريف عام 2015. وطبقا لبيانات Sipri فقد تم تسليم كامل العدد خلال العامين 2015 و 2016

## معرض صور

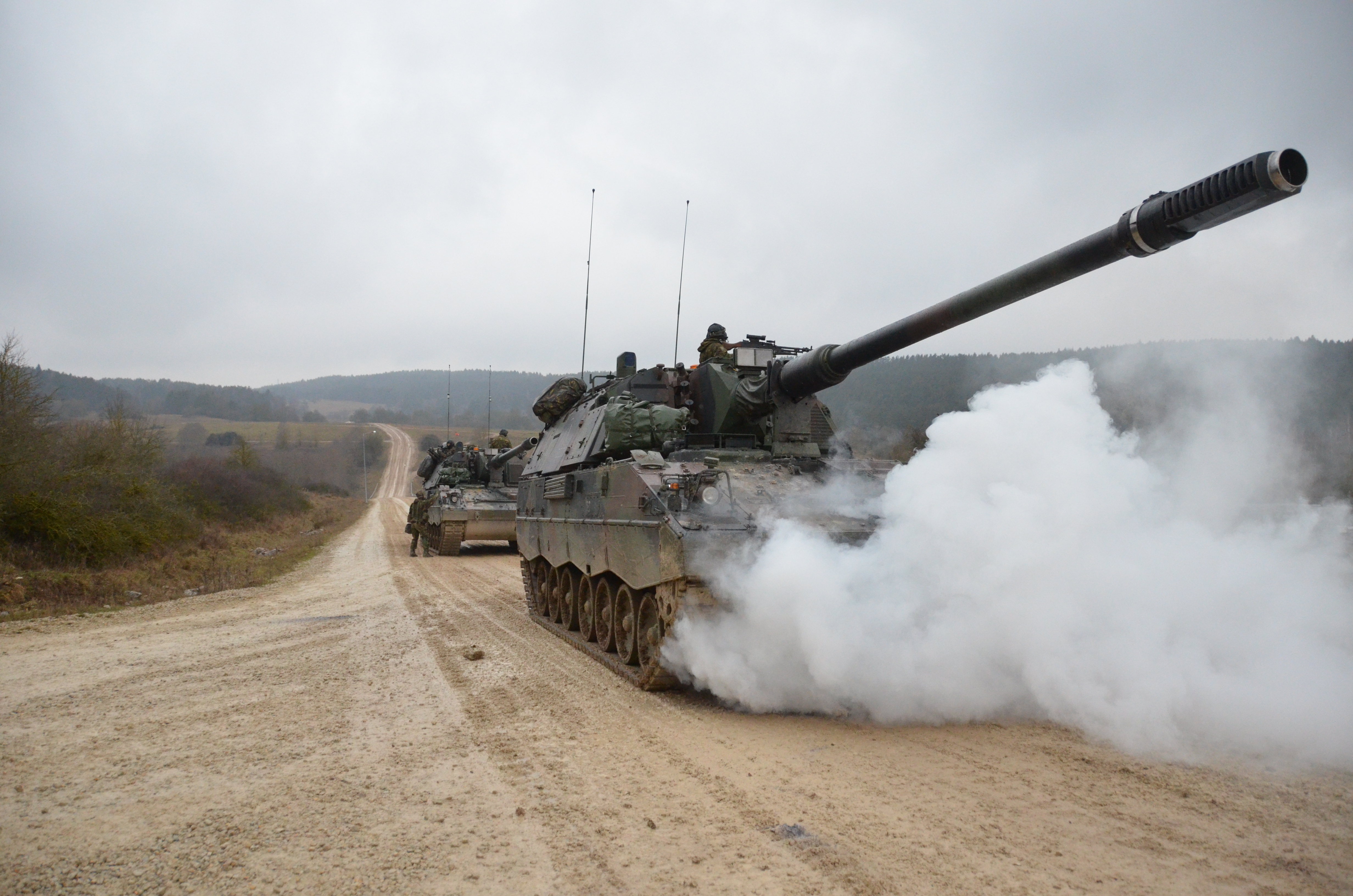
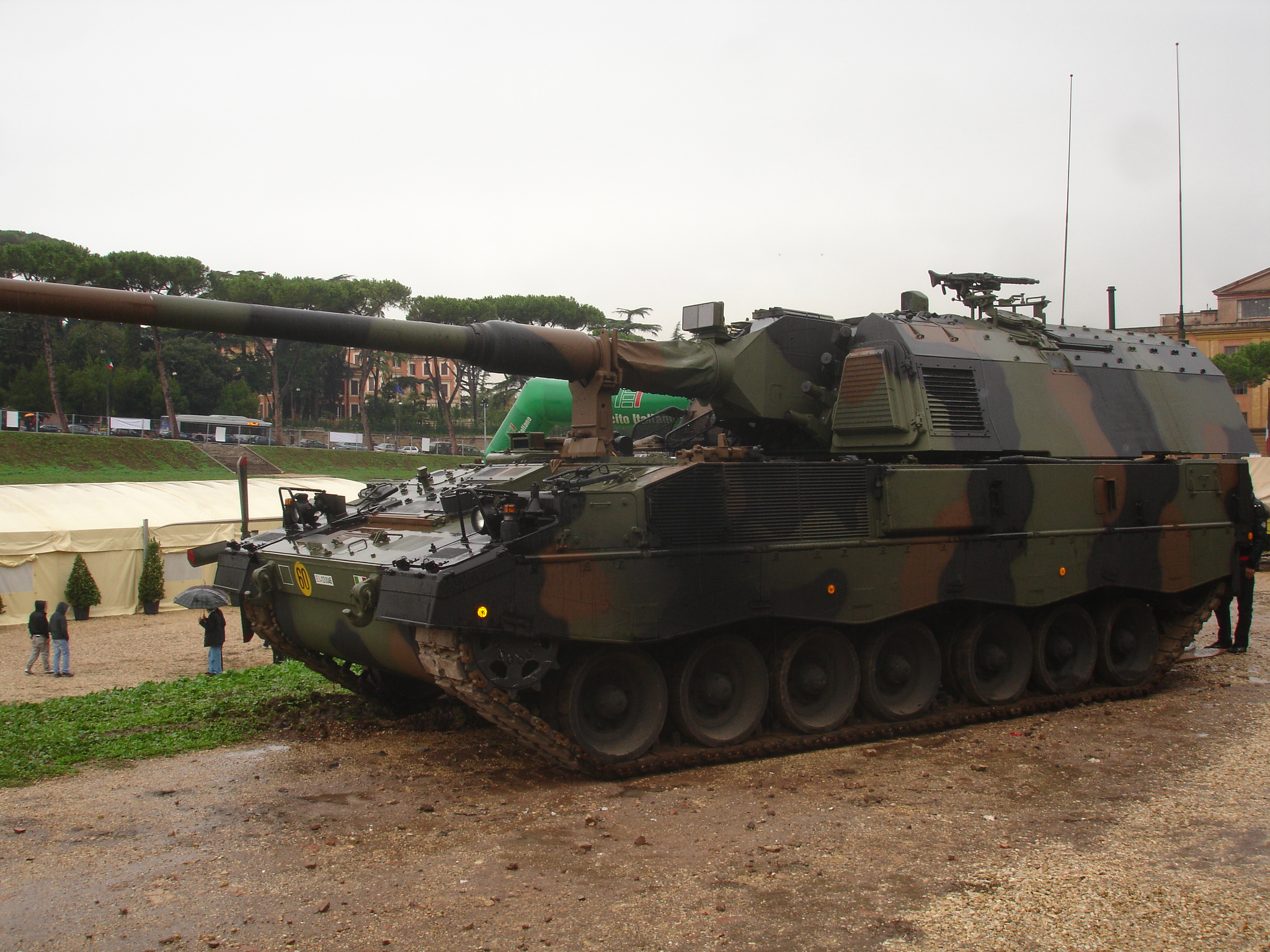
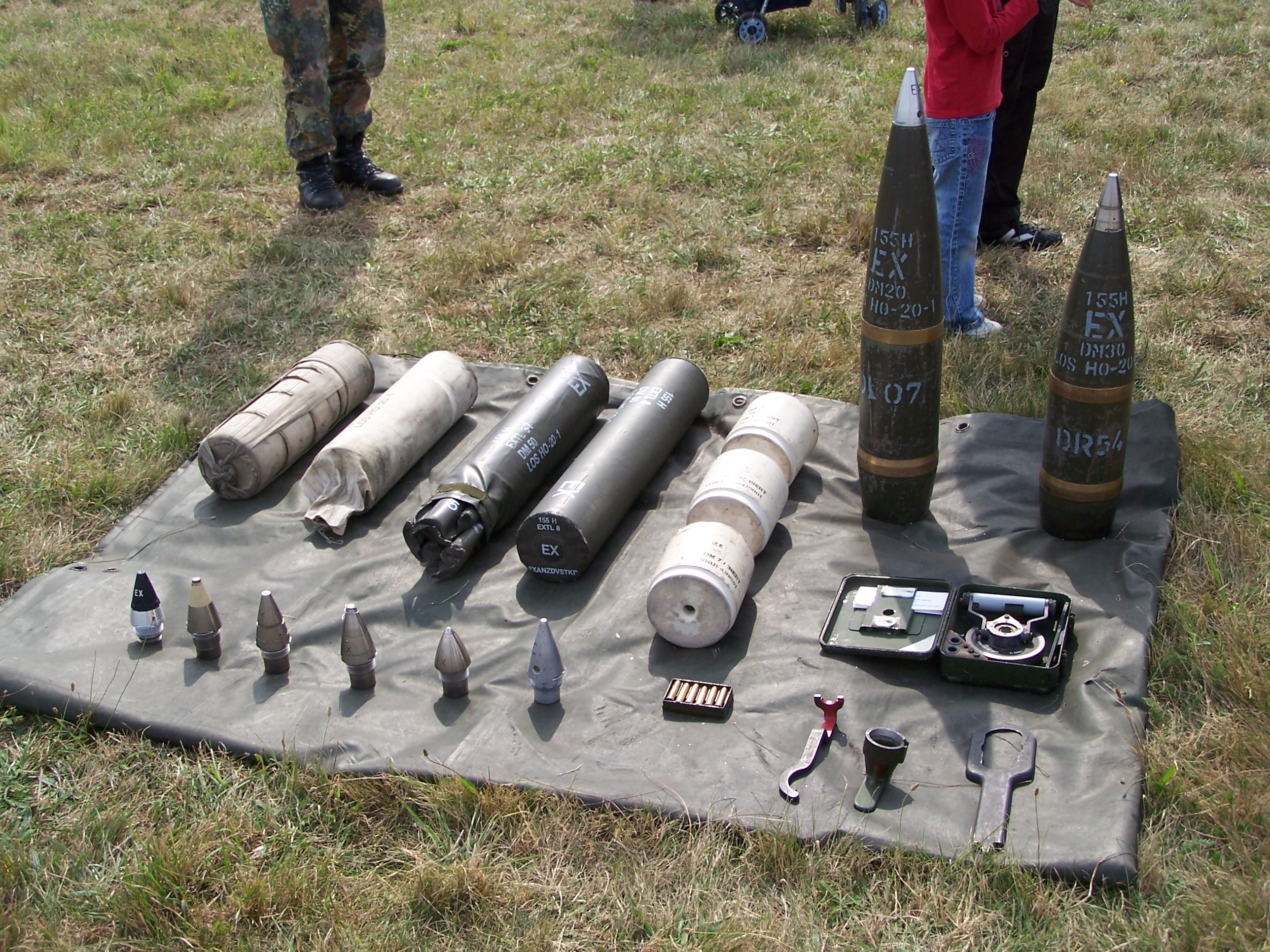
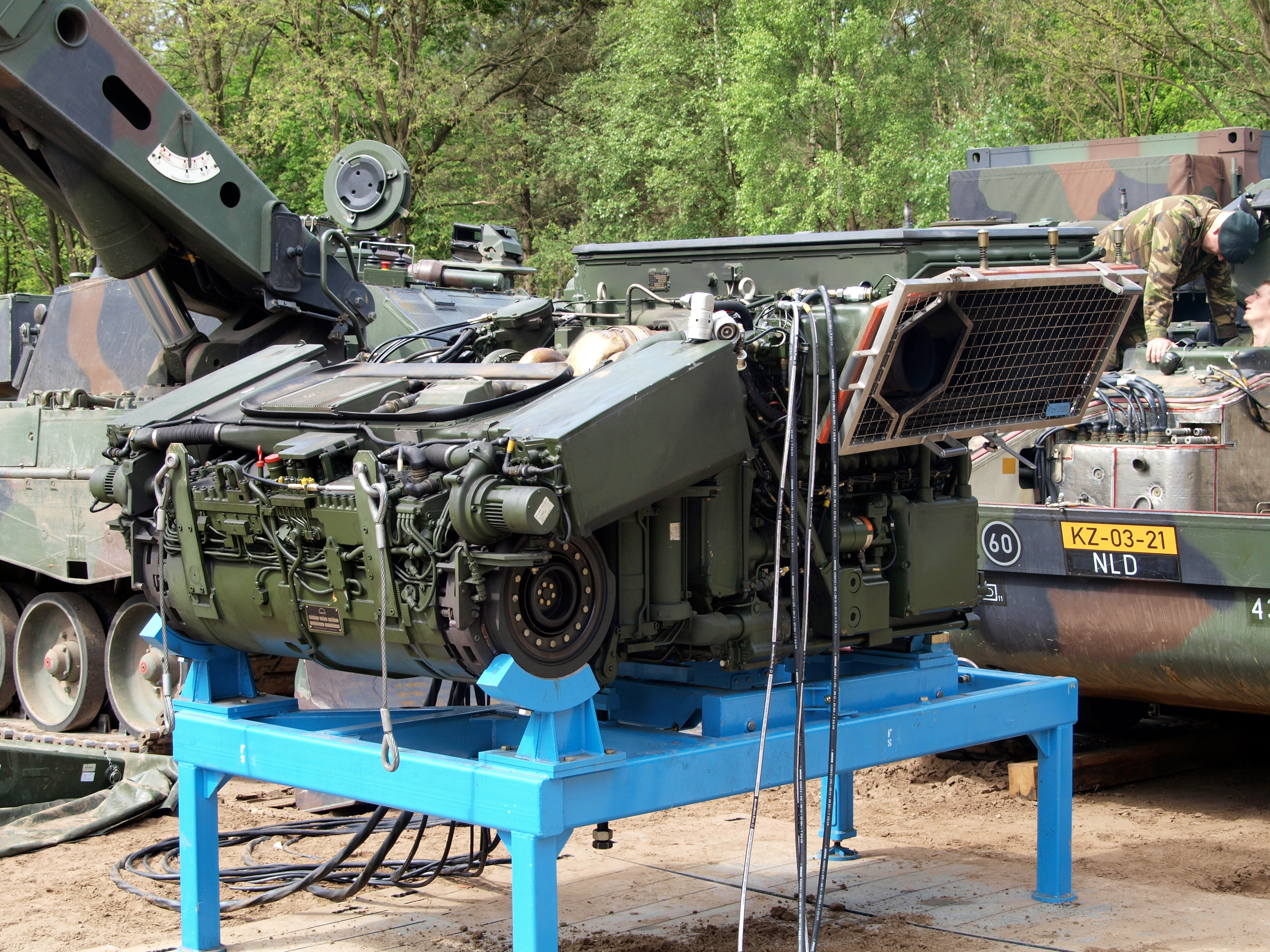
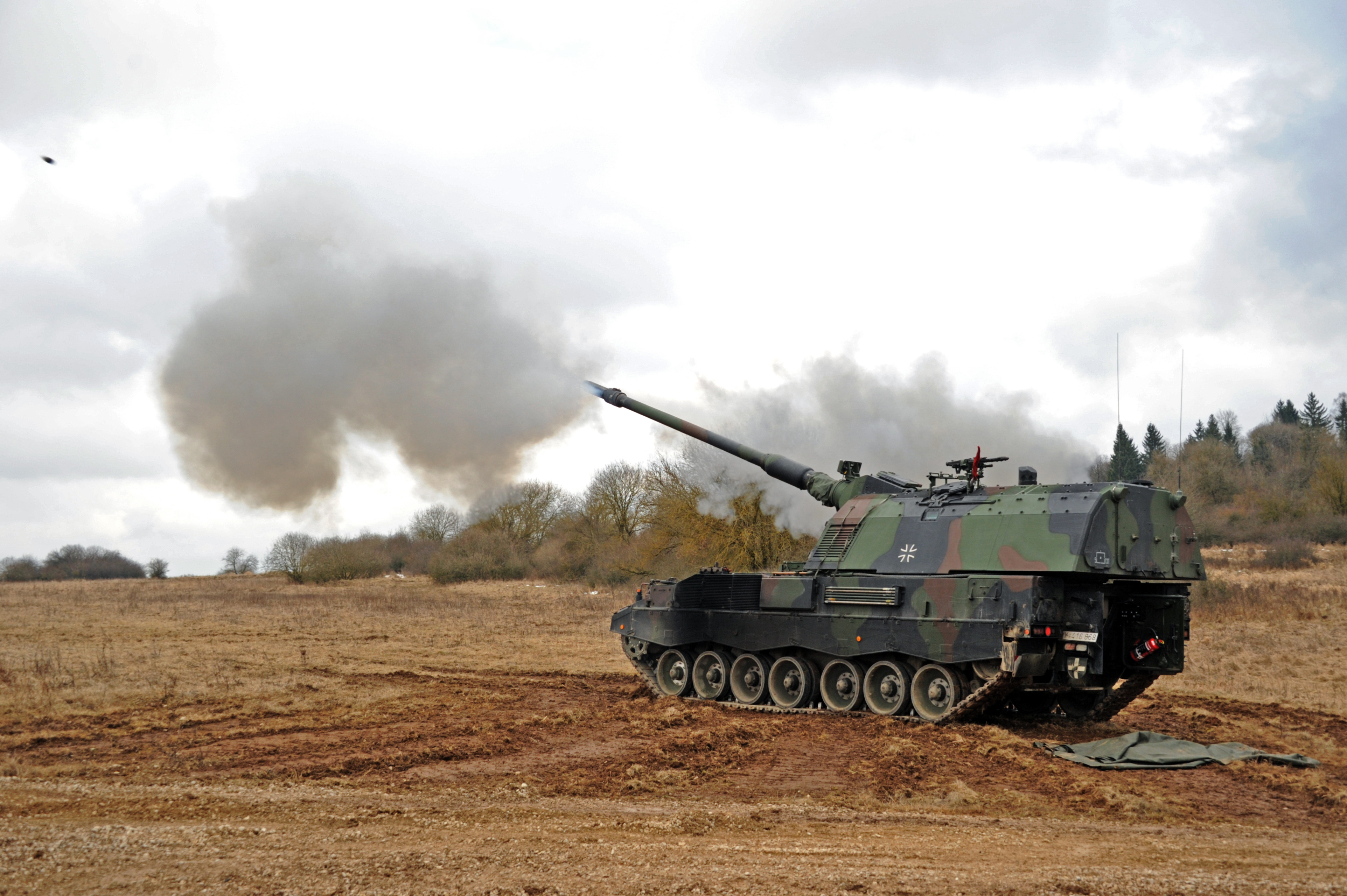
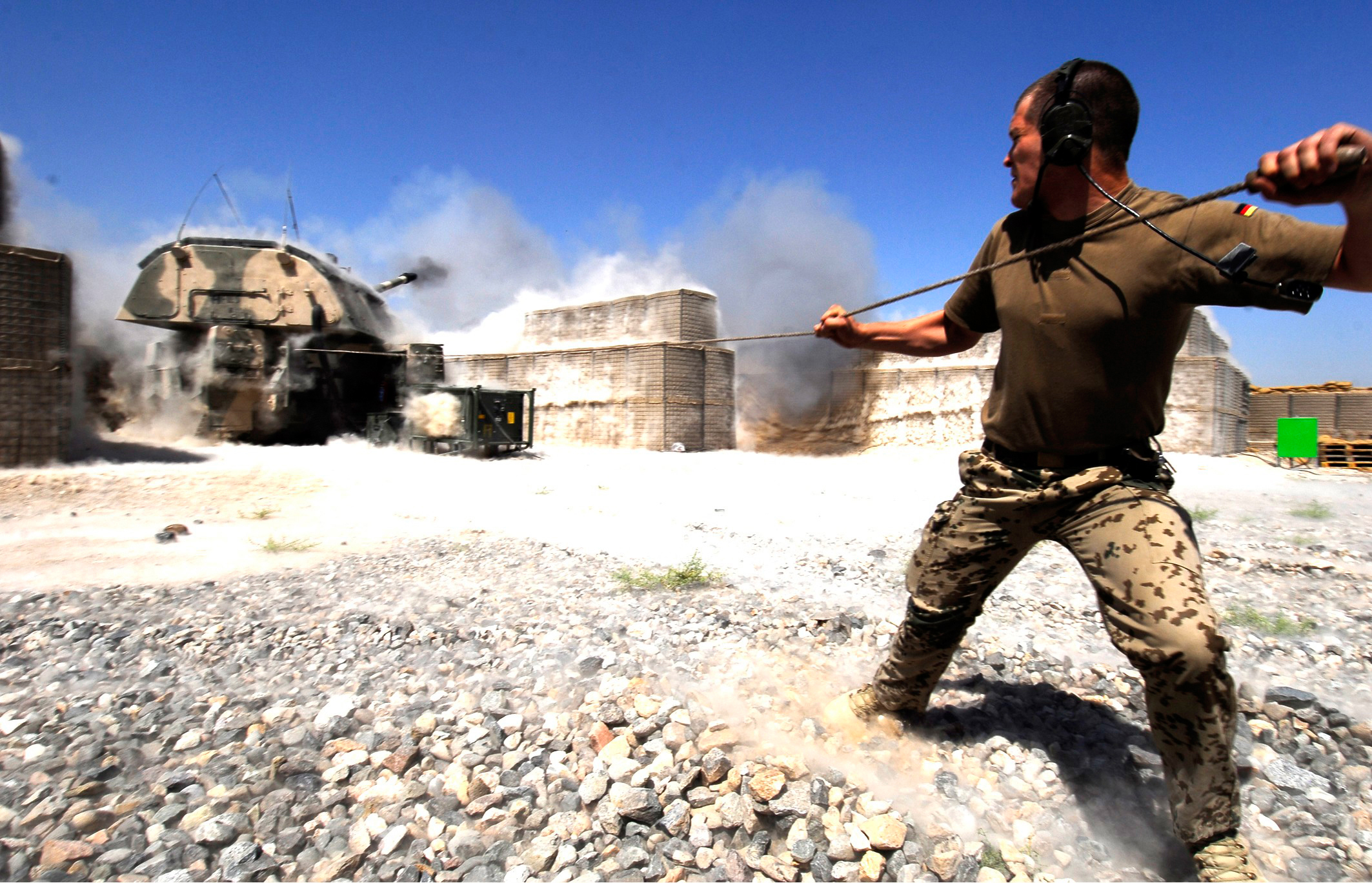